# Oberrhein

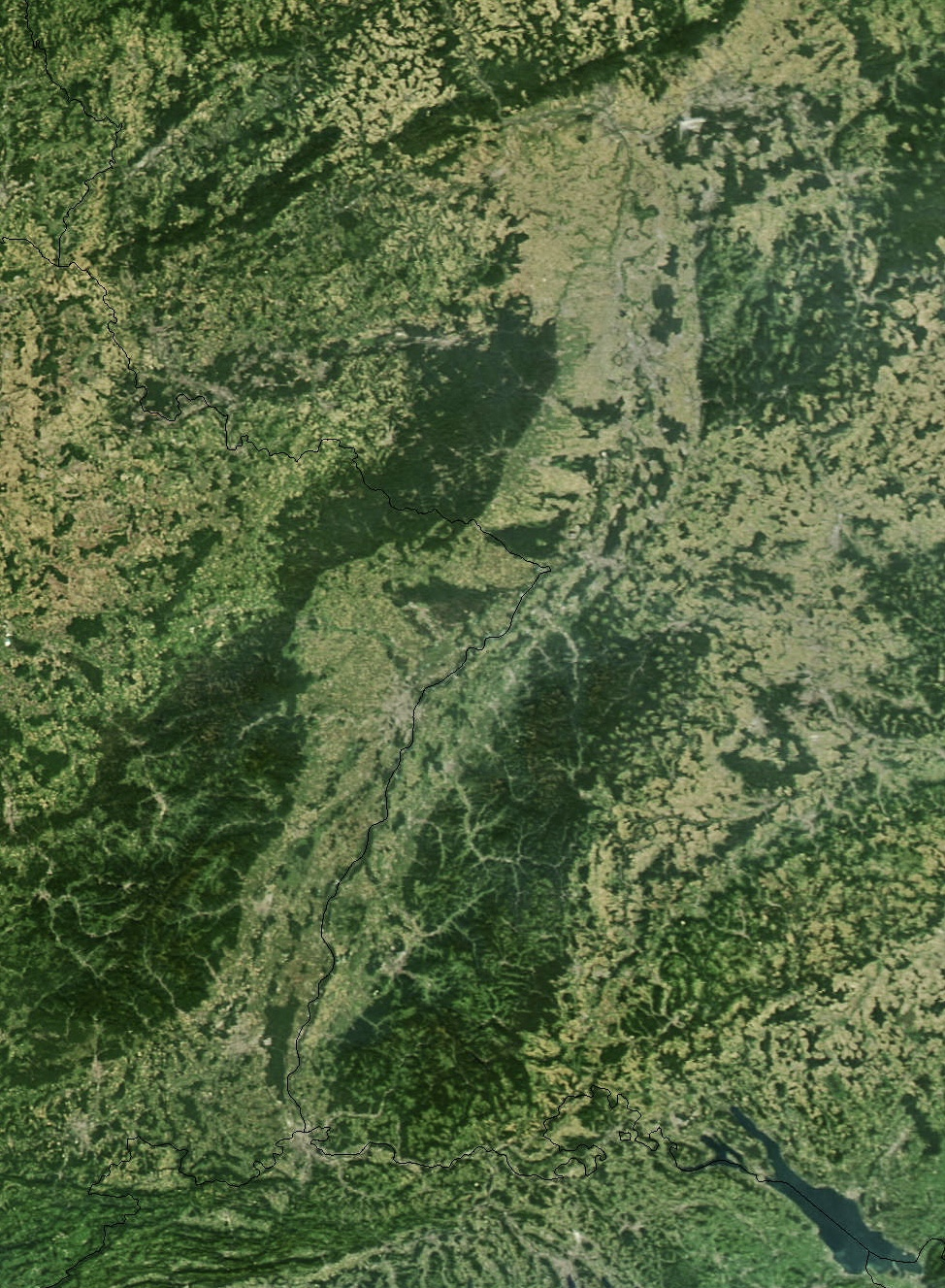
Satellitenaufnahme des Oberrheingrabens mit dem Oberrhein, links oben das Rheinische Schiefergebirge, rechts unten der Bodensee

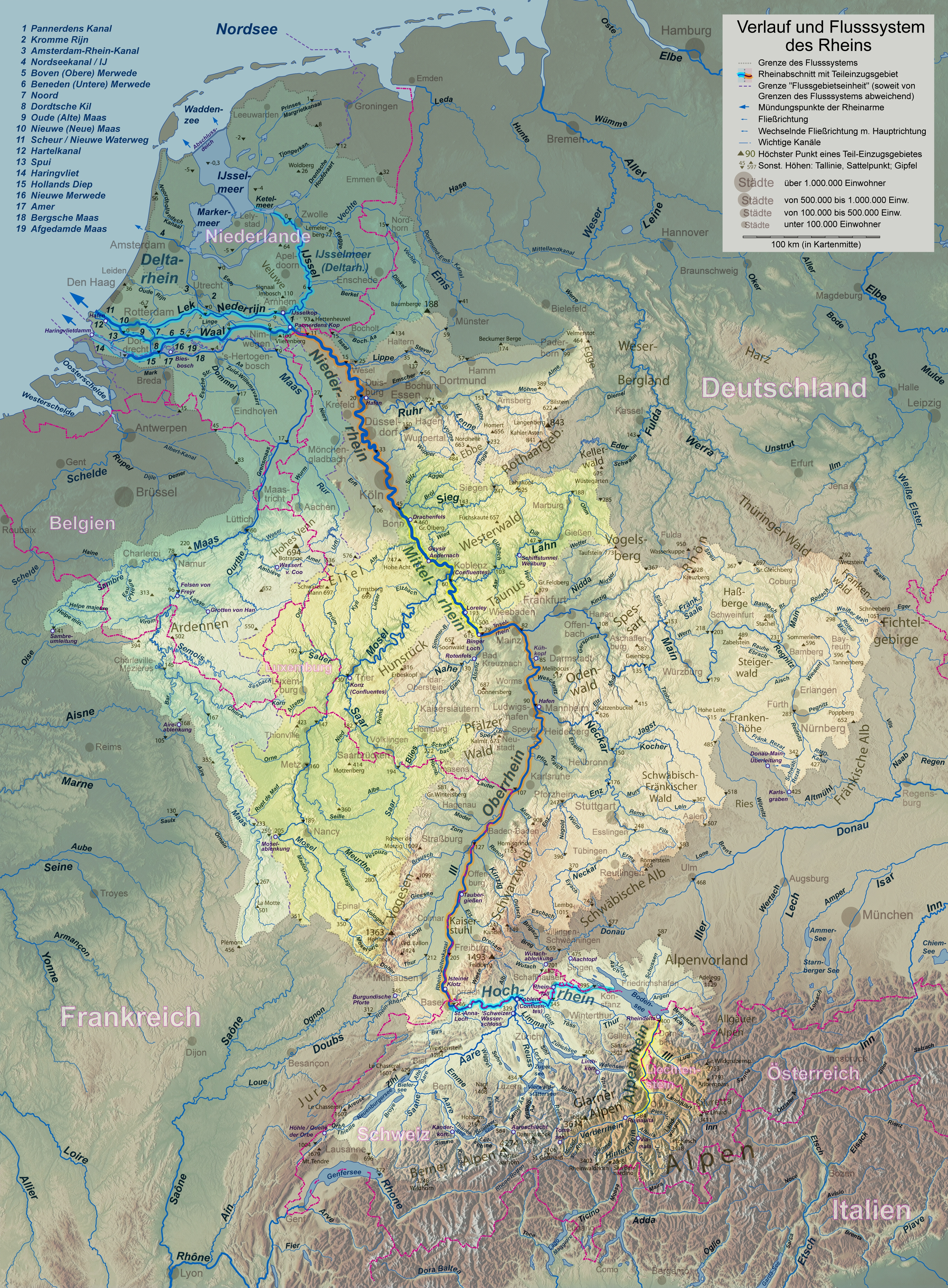
Rheingebiet mit markiertem Oberrhein

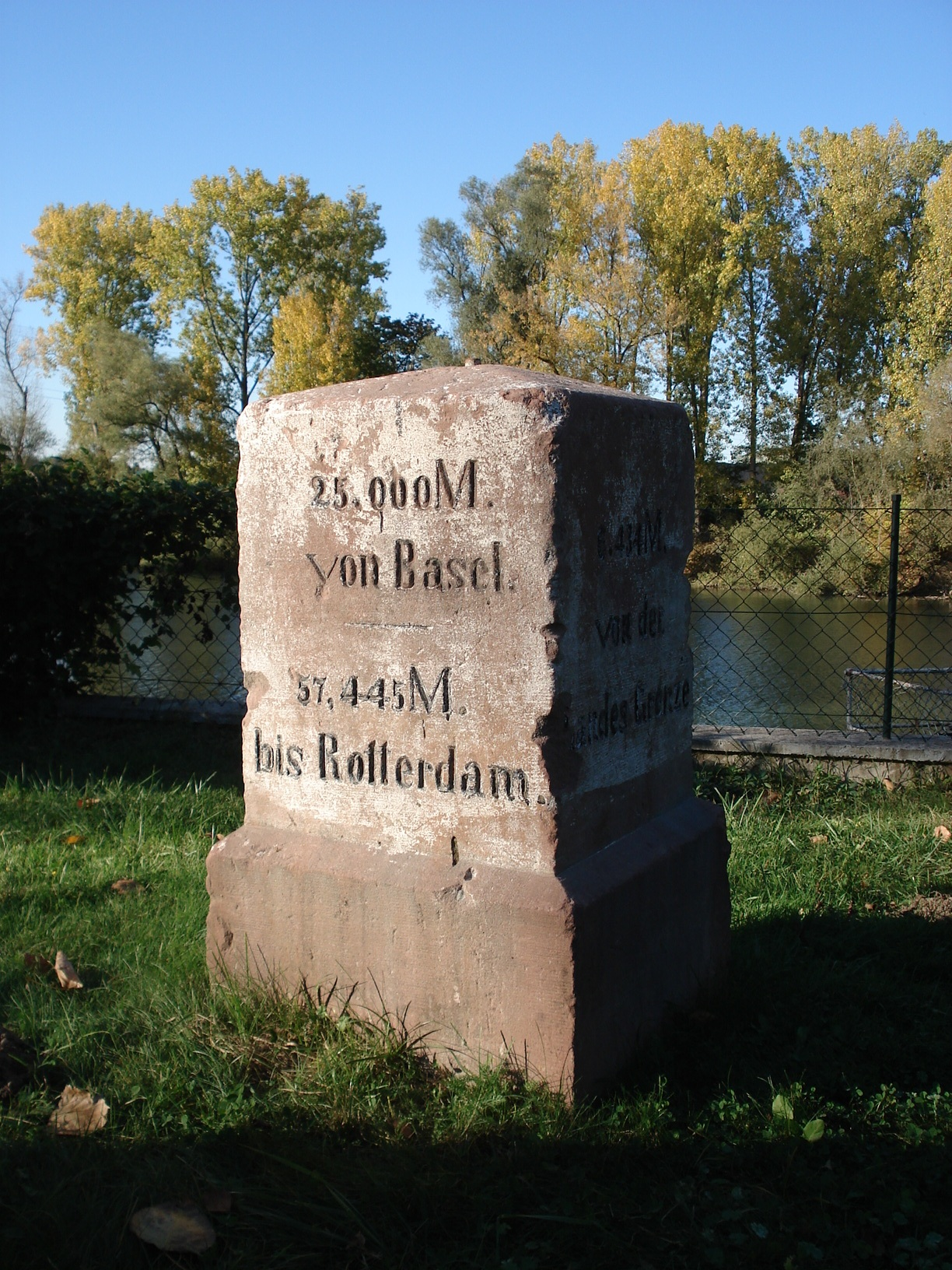
Myriameterstein bei Altrip

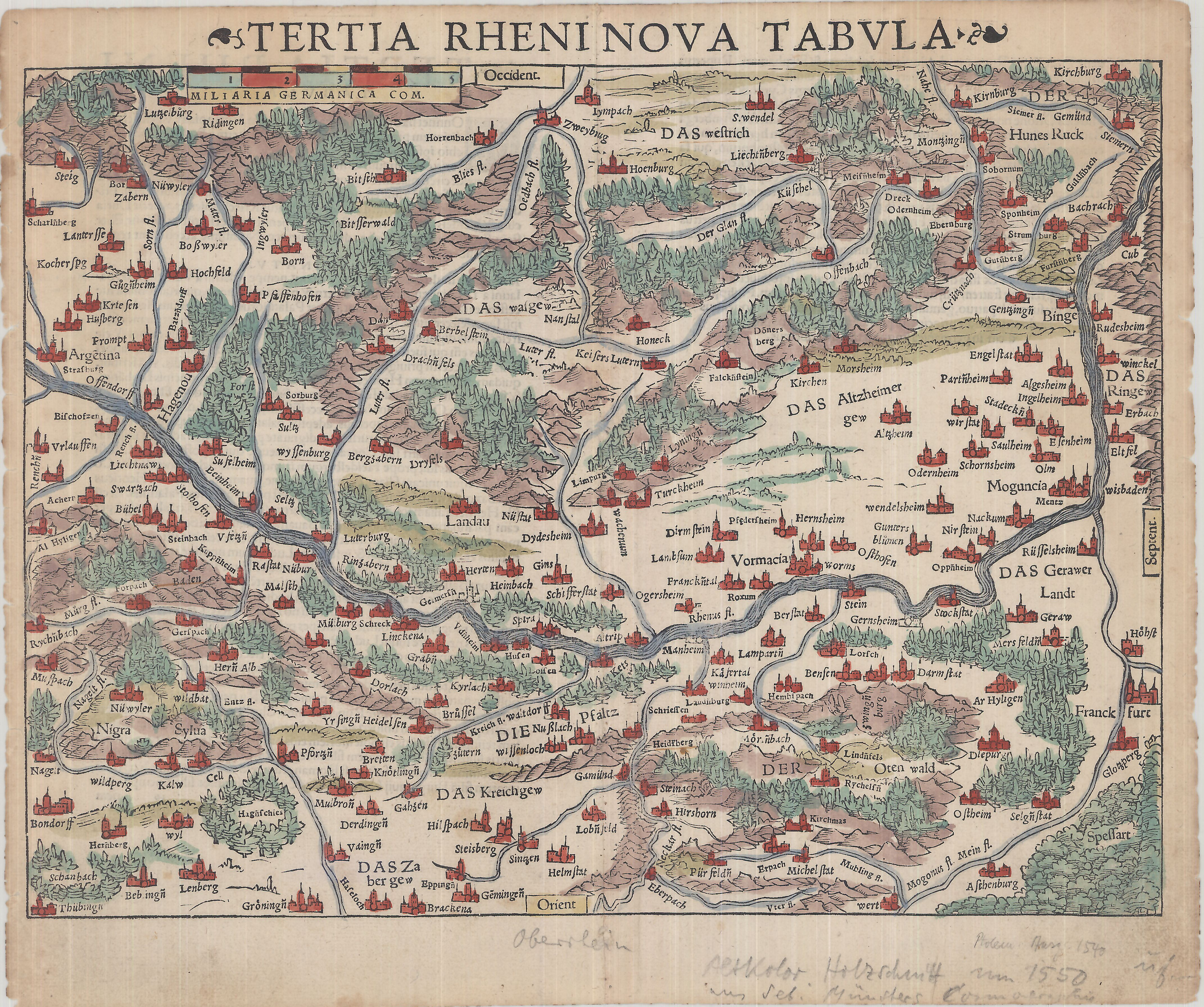
Territorien am nördlichen Oberrhein und Mittelrhein (1542)

Festungen am Oberrhein 1720

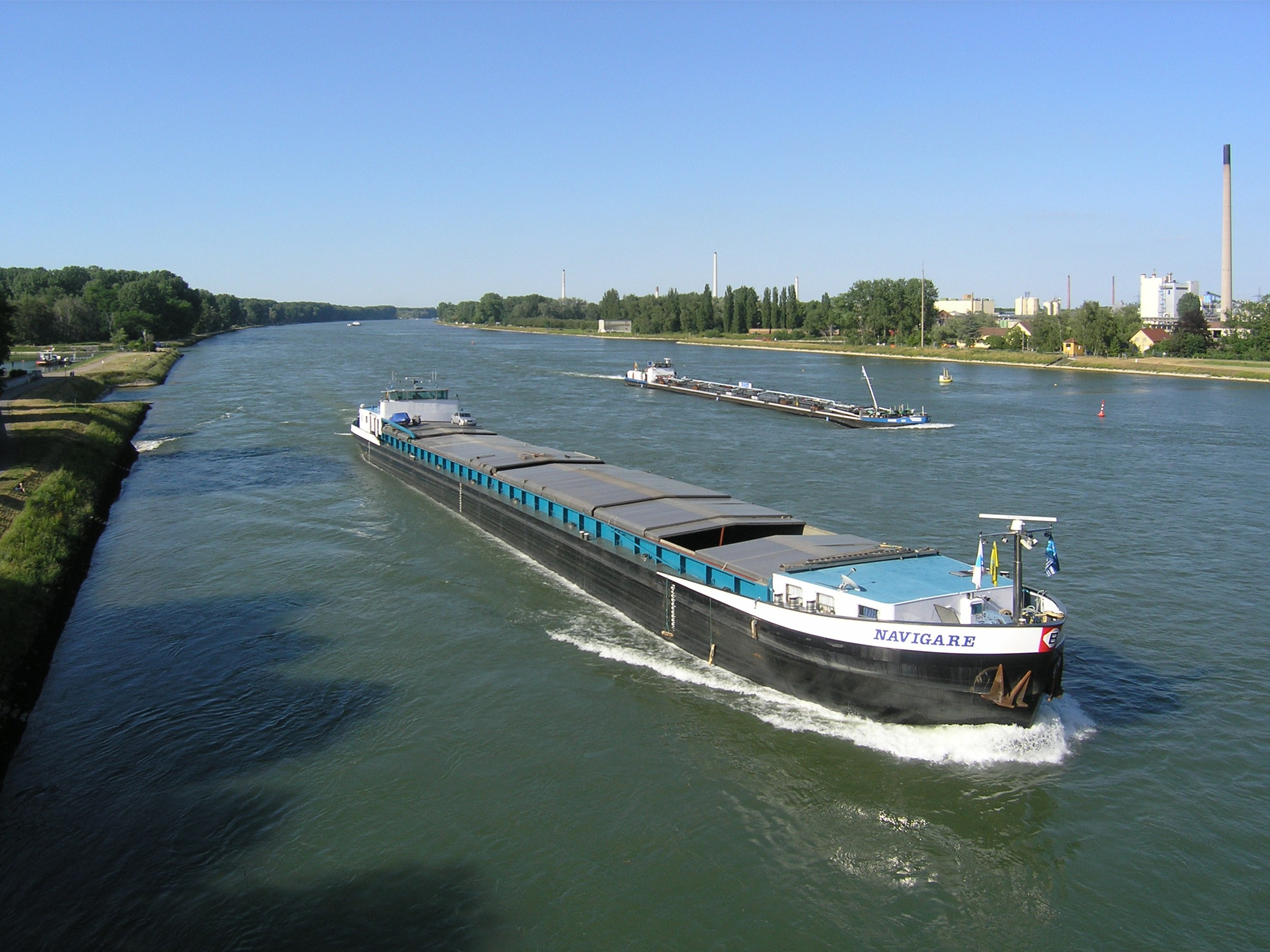
Rheinschifffahrt bei Karlsruhe

Als Oberrhein wird heute geographisch der rund 360 km lange Abschnitt des Rheins in der Oberrheinischen Tiefebene zwischen Basel und Bingen bezeichnet; orographisch gehört er zum Mittellauf des Stroms.
Anrainer sind die Schweiz (bei Basel), das französische Elsass (in der Region Grand Est) sowie die südwestdeutschen Länder Baden-Württemberg, Hessen und Rheinland-Pfalz.

## Geologie
Vor rund 35 Millionen Jahren entstand zwischen dem heutigen Basel und der Hessischen Senke eine gut 300 km lange und 50 km breite Bruchzone, der Oberrheingraben. Ursache waren Zugspannungen in der Erdkruste und im Erdmantel, die mit der Auffaltung der Alpen einhergingen. Durch Sedimentation des Rheins und seiner Nebenflüsse wurde der Graben teilweise wieder aufgefüllt. An den Rändern hoben sich die sogenannten Grabenschultern heraus, Schwarzwald und Odenwald im Osten, Vogesen und Pfälzerwald im Westen. Infolge der Absenkung wurde auch der sogenannte Aare-Sundgau-Strom nach Norden zum Ur-Rhein abgelenkt; bis zum Beginn des Pleistozäns vor rund 2,6 Millionen Jahren war dieser vom heutigen Basel aus weiter nach Westen in die Niederung der Flüsse Saône und Rhone geflossen.
Heute markiert das Basler Rheinknie (sogenannte Mittlere Brücke bei Flusskilometer 166,6; mittlerer Abfluss des Rheins am Pegel Basel-Rheinhalle MQ=1.020 m³/s aus Jahresreihe 2002–2021) den Übergang vom Hoch- zum Oberrhein mit Änderung der Hauptfließrichtung nach Norden und dem landschaftlichen Wechsel vom relativ klein gekammerten hochrheinischen Schichtstufenland zur breiten Riftzone des Oberrheingrabens. Die beiden stärksten Nebenflüsse münden von rechts in den Rhein, der Neckar (MQ=145 m³/s) in Mannheim und gegenüber von Mainz der Main (MQ=225 m³/s). Von links münden bei Straßburg die Ill (MQ=54 m³/s) und in der Nordwestecke des Oberrheingrabens, bei Bingen, die Nahe (MQ=30 m³/s). Dort, bei Flusskilometer 529,1 (MQ=1.610 m³/s), beginnt mit dem Eintritt des Rheins in die Mittelgebirgsschwelle der Mittelrhein (zu weiteren Daten siehe Flusssystem des Rheins).

## Begradigung
Ab 1685 wurden unter Ludwig XIV. der Oberrhein teilweise verlegt und Teile der elsässischen Rheinaue entwässert, um Landwirtschaftsfläche zu gewinnen. Die ostwärtigen Verlagerungen bis 1,5 km führten bis 1850 zu Landverlusten in Baden. Um 1790 wurden zur Gewinnung von Ackerland, Feldern und Grünland große Teile der Rheinaue entwaldet. Ab 1817 wurde unter Leitung von Johann Gottfried Tulla im Zuge der Rheinbegradigung der im oberen Teil stark verzweigte und weiter unten relativ träge mäandrierende Fluss zu einem gestreckt und deutlich schneller fließenden Strom umgestaltet, der von Dämmen flankiert wird. Der Schifffahrtsweg und der Lauf des Oberrheins wurde dabei um 81 km verkürzt. Als Überbleibsel des ursprünglichen Flusses und der Auenlandschaft blieben Altrheinarme oder sogenannte Gießen erhalten.

## Kanalbau und Stauregelung
Nördlich von Basel wird die Hauptwassermenge des Rheins dem auf französischer Seite verlaufenden Rheinseitenkanal (Grand Canal d’Alsace) zugeleitet. Er nimmt den Schiffsverkehr auf und passiert vier Laufwasserkraftwerke. Dem alten, bereits begradigten Lauf, dem sogenannten Restrhein (eigentlich handelt es sich um den echten Rhein), folgt die Staatsgrenze (Talweg Märkt bis Breisach). Er fließt bei Breisach wieder mit dem Rheinseitenkanal zusammen. Zwischen Breisach und Iffezheim wird sein Wasserspiegel reguliert durch vier weitere Staustufen mit jeweils eigener, nach links abzweigender Flussschlinge (sogenannte Schlingenlösung) und den beiden Staustufen Gambsheim und Iffezheim, wo Schleusen, Kraftwerk und Wehr in einer Achse liegen. Alle Staustufen bestehen aus je zwei Schleusen und einem Wasserkraftwerk. Ihnen entspricht je ein weiteres Wehr im alten, rechten Rheinbett (Ausnahme Gambsheim und Iffezheim). Auf einer Strecke von 170 km werden so 132 m Höhenunterschied überwunden. Insgesamt sind von der Schifffahrt von Basel bis Iffezheim zehn Staustufen zu überwinden:
Kembs/Ottmarsheim/Fessenheim/Vogelgrün/Marckolsheim/Rhinau/Gerstheim/Strassburg/Gambsheim und Iffezheim als einzige deutsche Staustufe.
Zwischen Basel und Breisach führt der (Rest-)Rhein zwischen 52 und 150 m³/s (gemäß der französisch-schweizerischen Konzession von 2010 bis 2035 des Rheinkraftwerks Kembs). Nur bei Hochwasser fließt mehr Wasser (max. 4500 m³/s) als im Schifffahrtskanal, dessen Kapazität auf ca. 1400 m³/s begrenzt ist. Bei einem extremen Hochwasser (z. B. über 6000 m³/s) müssen die entsprechenden politischen Gremien über eine Verteilung auf Grand Canal und Restrhein entscheiden.
Der Ausbau des Oberrheins geht auf den Versailler Vertrag zurück, mit dem 1919 Frankreich das Recht erhielt, in der gemeinsamen Grenzstrecke zwischen Basel und Neuburgweier/Lauterbourg Wasser zum Zweck der Wasserkraftnutzung zu entnehmen.

Kulturwehr Breisach mit automatischer Schleuse (links) und Kleinkraftwerk im Bau (rechts im Bild), 2007

### Staustufen am Oberrhein
| Stauhaltung  | Rhein-km | Baujahr    | Stauziel [m altes System] | Fallhöhe | Schleusen | Länge    | Breite  | Auf- und Absenk-Geschwindigkeit einer Schleusung | Wehr                                | Turbinen | Turbinenleistung [MW] |
| ------------ | -------- | ---------- | ------------------------- | -------- | --------- | -------- | ------- | ------------------------------------------------ | ----------------------------------- | -------- | --------------------- |
| Kembs        | 179,10   | 03.05.1932 | 244,25 m                  | 14,26 m  | 2         | 185,00 m | 22,80 m | 1,10 m/Minute                                    | 5 Rollschütze                       | 6        | 156,6                 |
| Ottmarsheim  | 193,64   | 11.02.1952 | 230,00 m                  | 15,50 m  | 2         | 185,00 m | 22,80 m | 1,50 m/Minute                                    | keines                              | 4        | 144,3                 |
| Fessenheim   | 210,51   | 13.10.1956 | 214,50 m                  | 15,70 m  | 2         | 185,00 m | 22,80 m | 1,50 m/Minute                                    | keines                              | 4        | 166,5                 |
| Vogelgrun    | 224,54   | 04.03.1959 | 198,80 m                  | 12,30 m  | 2         | 185,00 m | 22,80 m | 1,50 m/Minute                                    | keines                              | 4        | 140,4                 |
| Marckolsheim | 239,88   | 16.12.1961 | 186,50 m                  | 13,20 m  | 2         | 185,00 m | 22,80 m | 1,50 m/Minute                                    | 5 Rollschütze                       | 4        | 152,3                 |
| Rhinau       | 256,15   | 26.09.1963 | 173,30 m                  | 13,30 m  | 2         | 185,00 m | 22,80 m | 1,35 m/Minute                                    | 7 Segmentschütze mit Aufsatzklappen | 4        | 152,0                 |
| Gerstheim    | 272,33   | 20.01.1967 | 160,00 m                  | 11,75 m  | 2         | 185,00 m | 22,80 m | 1,50 m/Minute                                    | 6 Segmentschütze mit Aufsatzklappen | 6        | 143,4                 |
| Strassburg   | 287,36   | 16.03.1970 | 148,26 m                  | 13,25 m  | 2         | 185,00 m | 22,80 m | 1,50 m/Minute                                    | 6 Segmentschütze mit Aufsatzklappen | 6        | 148,0                 |
| Gambsheim    | 308,83   | 20.02.1974 | 135,00 m                  | 11,40 m  | 2         | 270,00 m | 22,80 m | 1,50 m/Minute                                    | 6 Segmentschütze mit Aufsatzklappen | 4        | 96,0                  |
| Iffezheim    | 334,00   | 14.03.1977 | 123,60 m                  | 12,50 m  | 2         | 270,00 m | 24,00 m | 1,50 m/Minute                                    | 6 Segmentschütze mit Aufsatzklappen | 5        | 146,0                 |

Die Oberrheinkorrektion (1817–1876), der Bau des Rheinseitenkanals (1928–1959) und die Stauregelung (1961–1977) senkten den Grundwasserspiegel bis zu 16 m ab, was Flora und Fauna stark beeinflusste. Infolge der Stauregelung am Oberrhein wirken die gebauten Staustufen zudem wie eine Geschiebesperre. Unterhalb der letzten Staustufe bei Iffezheim würde sich der Rhein mit seiner natürlichen Erosionskraft immer tiefer eingraben. Um dies zu verhindern, wird seit dem Jahr 1978 Geschiebematerial, das dem natürlichen Kies-Sand-Gemisch entspricht, täglich vom Wasserstraßen- und Schifffahrtsamt Oberrhein eingebaut. Dabei belaufen sich die durchschnittlichen Mengen der vergangenen Jahre auf 185.000 m³ bzw. 330.000 t pro Jahr. Für den täglichen Einbau werden zwei motorisierte Klappschuten und ein hochpräzises Vermessungsschiff (Peilschiff Kriemhild) eingesetzt.
Auf der linken (französischen) Seite des Rheins heißt die Landschaft Ried und besteht aus dem Petit und dem Grand Ried.

## Klima-, Natur- und Umweltschutz
Besondere Bedeutung für den Naturschutz haben die zahlreichen Feuchtgebiete der Flussauen am Oberrhein: Hier finden sich viele Natur-, Landschafts- und Vogelschutzgebiete. Zwischen Weil am Rhein und Karlsruhe sind seit dem Jahr 2008 auf 190 km Länge 25.117 ha in Deutschland und 22.413 ha in Frankreich nach der Ramsar-Konvention geschützt. Das größte Naturschutzgebiet Hessens, Kühkopf-Knoblochsaue, liegt ebenso am Oberrhein wie das Taubergießen, eines der größten Schutzgebiete in Baden-Württemberg. Weitere Ramsar-Gebiete befinden sich am sogenannten Inselrhein zwischen Mainz und Bingen.
Die koordinierte Schnakenbekämpfung am Oberrhein in den Auegebieten wird durch den Kommunale Aktionsgemeinschaft zur Bekämpfung der Schnakenplage e. V. (KABS) durchgeführt.
2005 wurde für den südlichen Teil des Gebiets im Auftrag des Regionalverbands Südlicher Oberrhein, gefördert und begleitet durch das damalige Ministerium für Umwelt und Verkehr Baden-Württemberg die Studie Regionale Klimaanalyse der Region Südlicher Oberrhein (REKLISO) veröffentlicht und im Juni 2006 in Freiburg durch die damalige Landesumweltministerin Tanja Gönner (CDU) vorgestellt.
Am 29. Januar 2018 wurde im Rahmen einer Auftaktveranstaltung im Rathaus Kehl das Projekt Atmo-VISION aus der Taufe gehoben: Die beteiligten Verbände und Organisationen aus Deutschland, Frankreich und der Schweiz (z. B. die Eurométropole de Strasbourg, die Landesanstalt für Umwelt Baden-Württemberg (LUBW), die Region Grand Est und der Eurodistrikt Strasbourg-Ortenau) beschäftigen sich hier mit den Themen Luft, Klima und Energiegewinnung im Oberrheingebiet und wollen zusammen bis 2020 Strategien zur Reduktion von Schadstoffen und Treibhausgasen in der Region vorlegen.

## Integriertes Rheinprogramm (IRP)
Das Integrierte Rheinprogramm (IRP) ist ein umfangreiches Hochwasserschutzprojekt (1982 von Baden-Württemberg initiiert) entlang des südlichen Oberrheins, mit dem Hochwasser des Rheins vor allem für Städte unterhalb der Staustufe Iffezheim gemindert und ihren Scheiteln die Spitzen genommen werden sollen. Darüber hinaus soll mit dem Bau von Poldern, Rückhalteräumen und Deichrückverlegungen die früher herrschende Vegetation der Weichholz- und Hartholzauen wiederhergestellt werden.

## Trinationale Metropolregion Oberrhein
Die trinationale Metropolregion Oberrhein ist das Zukunftskonzept des politisch-administrativen Kooperationsraums der Oberrheinkonferenz. Der Name weicht vom naturräumlichen Begriff ab: Der Kooperationsraum umfasst nicht die nördlich des Verbands Region Karlsruhe und der Südpfalz liegenden Gebiete des Oberrheingrabens, da sie nicht zur Grenzregion gehören. Andererseits gehören zu diesem Mandatsgebiet im Süden Teile des Hochrheins.

## Rezeption
Das Oberrheingebiet ist Kernbereich des „Netzwerks Museen“, welches beim Dreiländermuseum Lörrach koordiniert und organisiert wird.
Vom Herbst 2022 bis teils in den Herbst 2023 befasste sich in diesem Zusammenhang das trinationale (CH, D, F) Ausstellungs- und Kulturprojekt „Oberrhein“ in 38 Ausstellungen zwischen dem schweizerischen Laufenburg und dem deutschen Bingen am Rhein mit diesem Rheinabschnitt. Die Koordination lag wiederum beim Dreiländermuseum Lörrach, wo auch die Eröffnung am 11. November 2022 stattfand.

## Literatur

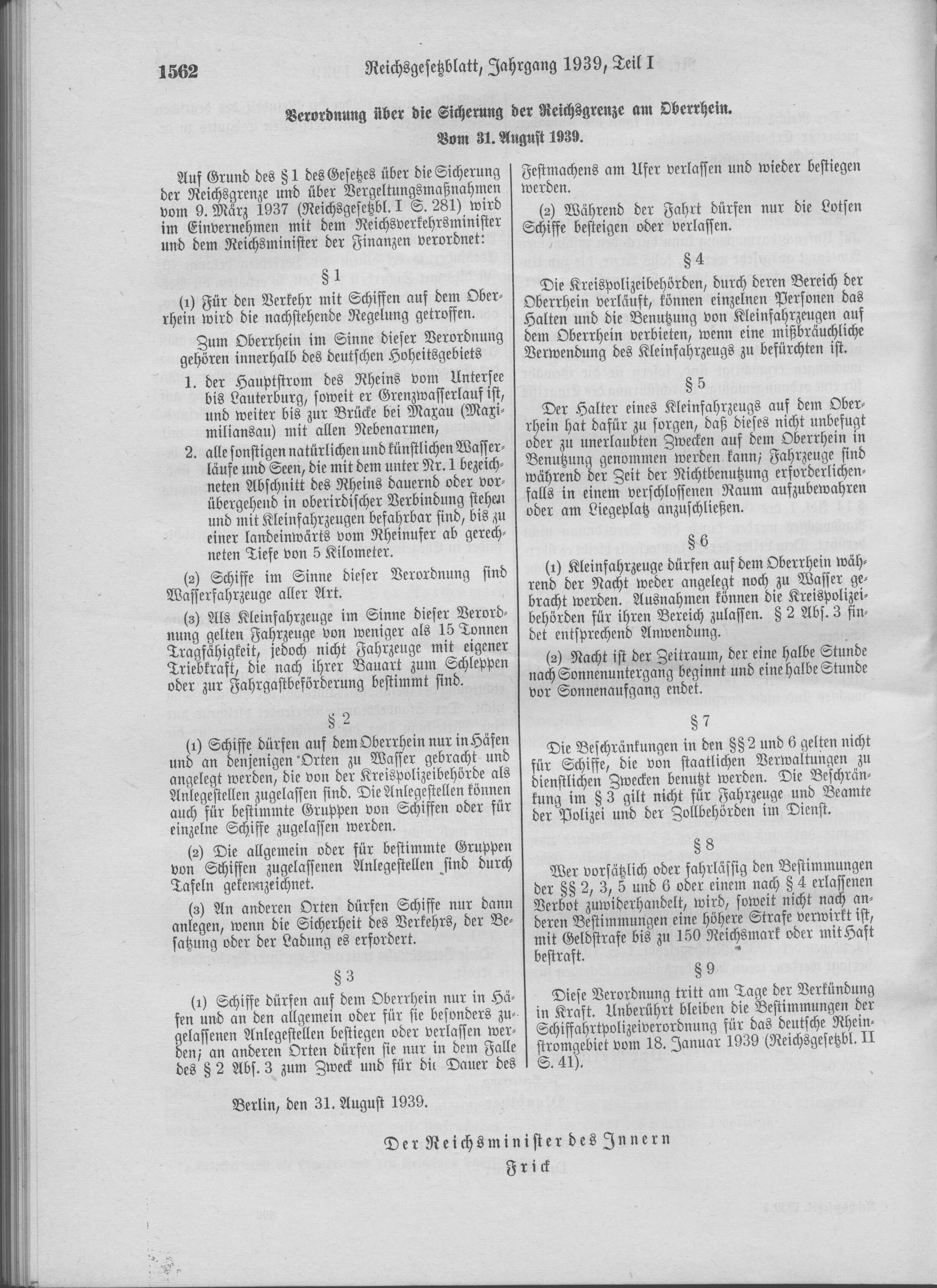
Verordnung über die Sicherung der Reichsgrenze am Oberrhein vom 31. August 1939 (Deutsches Reich)

## Medien
- Reinhard Zeese: Geographisch/geomorphologischer Ausflug in die Vergangenheit – Erlebnislandschaft zwischen Rhein und Bodensee. DVD, LEB-Brühl 2002.